# Żarów (gemeente)
De gemeente Żarów is een stad- en landgemeente in het Poolse woiwodschap Neder-Silezië, in powiat Świdnicki (Neder-Silezië).
De zetel van de gemeente is in Żarów.
Op 30 juni 2004 telde de gemeente 12 340 inwoners.

## Oppervlakte gegevens
In 2002 bedroeg de totale oppervlakte van gemeente Żarów 87,98 km², waarvan:
- agrarisch gebied: 77%
- bossen: 11%

De gemeente beslaat 11,84% van de totale oppervlakte van de powiat.

## Demografie
Stand op 30 juni 2004:
| Omschrijving                   | Totaal | Totaal | Vrouwen | Vrouwen | Mannen | Mannen |
| ------------------------------ | ------ | ------ | ------- | ------- | ------ | ------ |
| eenheid                        | aantal | %      | aantal  | %       | aantal | %      |
| inwoners                       | 12 340 | 100    | 6374    | 51,7    | 5966   | 48,3   |
| bevolkingsdichtheid (inw./km²) | 140,3  | 140,3  | 72,4    | 72,4    | 67,8   | 67,8   |

In 2002 bedroeg het gemiddelde inkomen per inwoner 1262,78 zł.

## Administratieve plaatsen (sołectwo)
Bożanów, Buków, Gołaszyce, Imbramowice, Kalno, Kruków, Łażany, Marcinowiczki, Mielęcin, Mikoszowa, Mrowiny, Pożarszysko, Przyłęgów, Pyszczyn, Siedlimowice, Wierzbna, Zastruże.
Zonder de status sołectwo : Tarnawa.

## Aangrenzende gemeenten
Jaworzyna Śląska, Kostomłoty, Marcinowice, Mietków, Strzegom, Świdnica, Udanin